# Count on love
Count on love er en dansk dokumentarfilm fra 1995, der er instrueret af Nikolaj Recke.

## Handling
Nikolaj Recke har som billedkunstner arbejdet med en skæv, ofte ironisk, vinkel på kunstens præsentationsformer. I flere værker har han anvendt fiktionen som et værktøj til at demaskere den konceptuelle seriøsitet i det 20. århundredes modernisme. Han sætter sin egen person ind som agerende "formidler" i små narrative forløb, som her i Count on Love, et ganske enkelt situationsspil om kærligehden, hvor der krydsklippes mellem blot to indstillinger.